# Petar Rajič
Petar Antun Rajič (ur. 12 czerwca 1959 w Toronto) – duchowny katolicki, arcybiskup, nuncjusz apostolski we Włoszech i San Marino .

## Życiorys
Urodził się w rodzinie chorwackich imigrantów pochodzących z Bośni.
29 czerwca 1987 otrzymał święcenia kapłańskie i inkardynował się do diecezji pochodzenia jego rodziców - Trebinje-Mrkan. W 1991 rozpoczął przygotowanie do służby dyplomatycznej na Papieskiej Akademii Kościelnej.
2 grudnia 2009 został mianowany przez Benedykta XVI nuncjuszem apostolskim w Kuwejcie oraz arcybiskupem tytularnym Sarsenterum. Sakry biskupiej 23 stycznia 2010 r. udzielił mu w katedrze w Mostarze Sekretarz Stanu Tarcisio Bertone. Został również akredytowany jako przedstawiciel Stolicy Świętej w innych krajach Zatoki Perskiej: Zjednoczonych Emiratach Arabskich, Bahrajnie, Katarze i Jemenie.
15 czerwca 2015 został nuncjuszem apostolskim w Angoli oraz na Wyspach Świętego Tomasza i Książęcej.
15 czerwca 2019 został mianowany nuncjuszem apostolskim na Litwie. Od 6 sierpnia 2019 został równocześnie akredytowany na Łotwie i w Estonii.
11 marca 2024 został przeniesiony do nuncjatury we Włoszech, będąc jednocześnie akredytowanym w Republice San Marino. 